# Unterstrass
Unterstrass (toponimo tedesco) è un quartiere di Zurigo di 22 216 abitanti, nel distretto 6.

## Storia

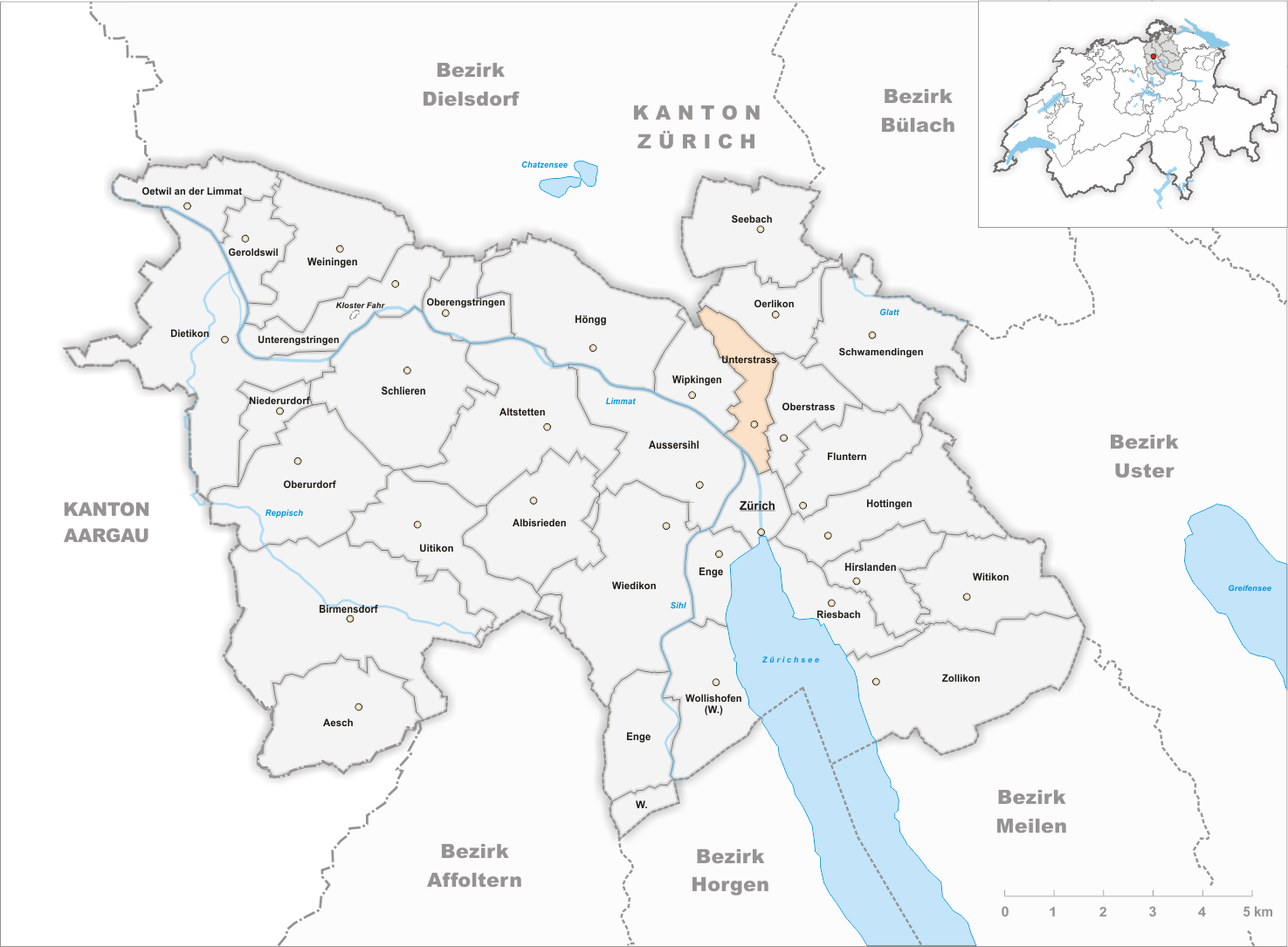
Il territorio del comune di Unterstrass prima degli accorpamenti comunali del 1893

Già comune autonomo, nel 1893 è stato accorpato al comune di Zurigo assieme agli altri comuni soppressi di Aussersihl, Enge, Fluntern, Hirslanden, Hottingen, Leimbach, Oberstrass, Riesbach, Wiedikon, Wipkingen e Wollishofen. Dopo l'incorporazione formò, assieme a Oberstrass e Wipkingen, il IV distretto; nel 1913 passò al nuovo distretto 6 assieme a Oberstrass.

## Monumenti e luoghi d'interesse

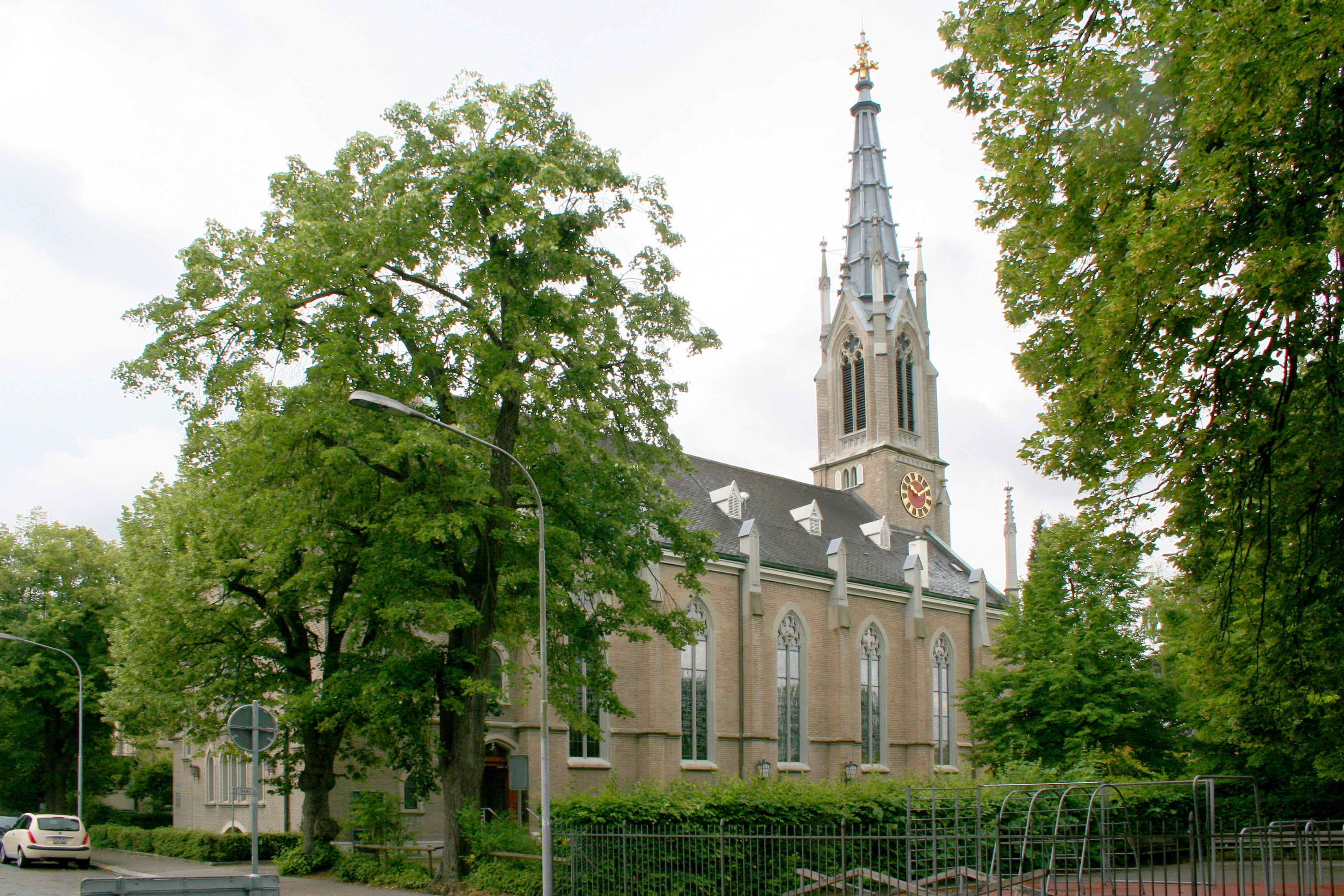
La chiesa riformata

- Chiesa riformata, eretta nel 1884[1].

## Società

### Evoluzione demografica
L'evoluzione demografica è riportata nella seguente tabella:
Abitanti censiti

## Amministrazione
Ogni famiglia originaria del luogo fa parte del cosiddetto comune patriziale e ha la responsabilità della manutenzione di ogni bene ricadente all'interno dei confini del comune.